# John Kiffmeyer
John Kiffmeyer, pseudonim Al Sobrante (ur. 11 lipca 1969) - był pierwszym perkusistą amerykańskiej grupy Green Day.
Pochodzi z miasta El Sobrante od nazwy którego pochodzi jego pseudonim. Odszedł z grupy w 1991 po nagraniu albumu "1,039/Smoothed Out Slappy Hours". Gdy ukończył college John ożenił się i zamieszkał w San Francisco. Karierę muzyczną zakończył w 1994. Jako powód odejścia z zespołu podawał, iż nie może do końca życia biegać po scenie.